# (33499) Stanton
1999 GN19 (asteroide 33499) é um asteroide da cintura principal. Possui uma excentricidade de 0.10485120 e uma inclinação de 3.56544º.
Este asteroide foi descoberto no dia 15 de abril de 1999 por LINEAR em Socorro.